# 擦文文化
擦文文化是7世纪至13世纪以南北海道与本州北方为中心，出現於续绳文文化之後。这种文化与阿伊努人及虾夷人有关，这种文化在庫頁島、千島群岛与堪察加南部也有发现。
这文化的特点是陶器上有毛刷纹，然而他们仍保留了绳文人的生活方式，但也出现了簡單农业。